# Davor Filipović
Davor Filipović (ur. 10 czerwca 1984 w Sarajewie) – chorwacki polityk, ekonomista i nauczyciel akademicki, w latach 2022–2023 minister gospodarki i zrównoważonego rozwoju.

## Życiorys
W 2004 ukończył zarządzanie przedsiębiorstwem na Fairleigh Dickinson University, w 2006 uzyskał magisterium z ekonomii biznesu na Uniwersytecie w Splicie. Doktoryzował się w 2011 na wydziale ekonomicznym Uniwersytetu w Zagrzebiu. Pracował m.in. jako analityk inwestycyjny. W 2008 został nauczycielem akademickim na Uniwersytecie w Zagrzebiu, w 2019 doszedł do stanowiska profesorskiego.
Wstąpił do Chorwackiej Wspólnoty Demokratycznej, był sekretarzem jej struktur w Zagrzebiu. W 2017 zasiadł w radzie miejskiej Zagrzebia, przewodniczył w niej komisji finansów. W latach 2017–2022 kierował radą nadzorczą lasów państwowych (Hrvatske šume).
W kwietniu 2022 powołany na ministra gospodarki i zrównoważonego rozwoju w drugim rządzie Andreja Plenkovicia; zastąpił na tej funkcji Tomislava Ćoricia. Urząd ten sprawował do grudnia 2023.